# Gynandrobrotica imitans
Gynandrobrotica imitans là một loài bọ cánh cứng trong họ Chrysomelidae. Loài này được Jacoby miêu tả khoa học năm 1879.